# 譲位

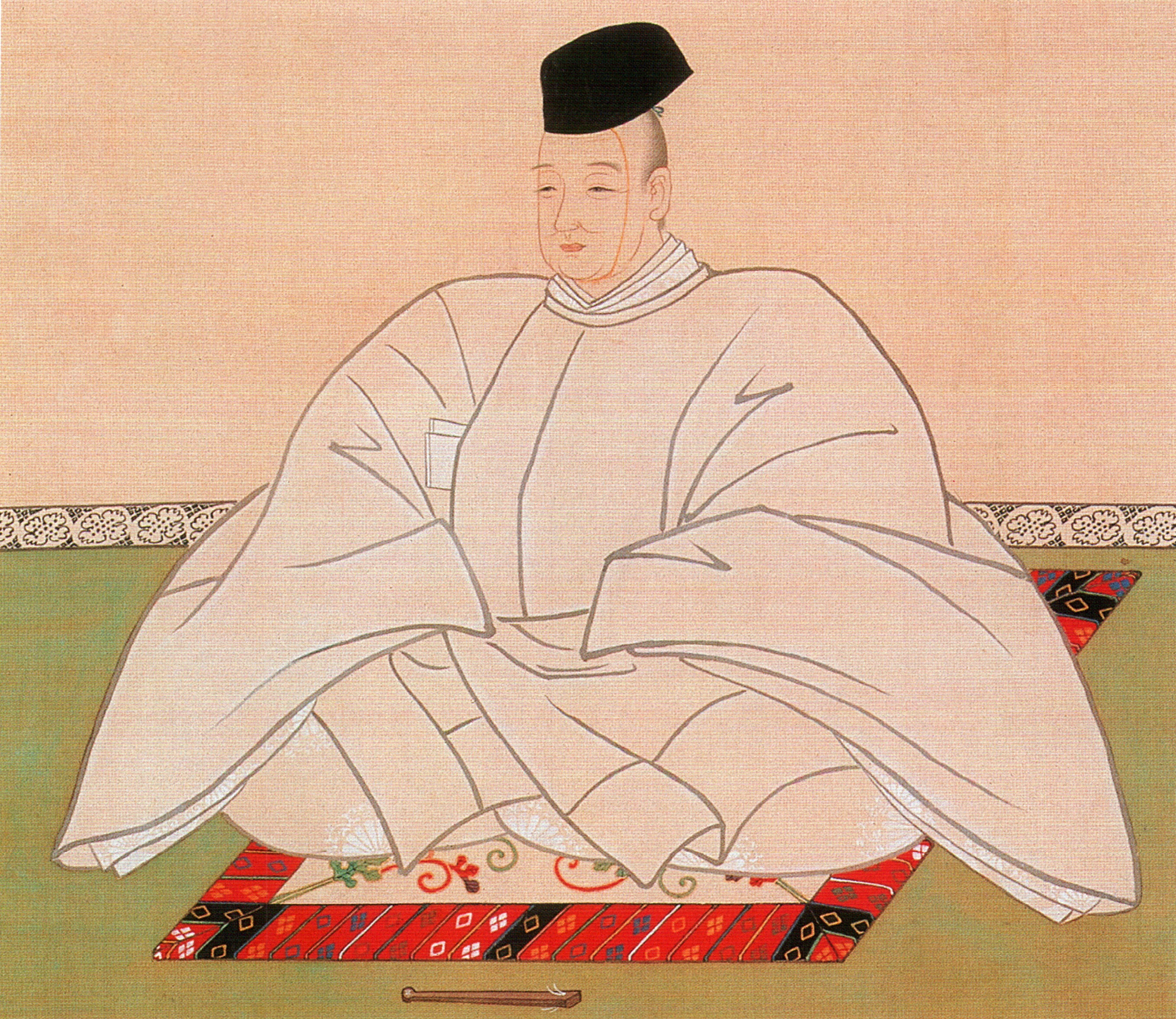
1817年に譲位した光格上皇

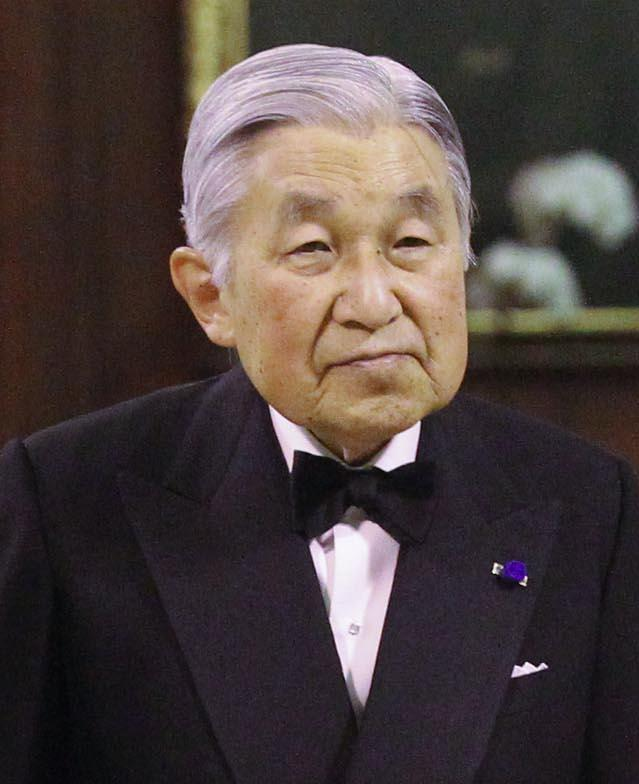
2019年に譲位した明仁
天皇の退位等に関する皇室典範特例法に基づいて、譲位後は上皇となる。天皇譲位の直近の例

譲位（じょうい、旧字体：讓位）は、君主が存命中の間に、その地位を後継者へ譲り渡す行為である。
本項では、主に日本の天皇の譲位について記述する。

## 概説
譲位は通常、バチカン市国におけるローマ教皇やマレーシアにおける国王等のいわゆる選挙君主制の事例を除き、終身制が慣例ともされる君主制（対義概念：共和制）において、世襲を原則とした地位の継承を指し、地位の継承先に関わらず君主がその地位を手放すことを退位（たいい）、地位継承の規定や慣例に沿わない者に対して地位を譲ることを禅譲（ぜんじょう）、譲位によって地位を譲り受けて即位することを受禅（じゅぜん）という。
2016年（平成28年）7月13日以降の天皇明仁（第125代天皇）の譲位の叡慮（天皇の意思）を示す報道で、NHKを筆頭に、ほぼ全てのメディアで『生前退位』（せいぜんたいい）との表現が用いられたが、同年10月20日の誕生日の談話で皇后美智子は「新聞の一面に『生前退位』という大きな活字を見た時の衝撃は大きなものでした。それまで私は、歴史の書物の中でもこうした表現に接したことが一度もなかったので、一瞬驚きと共に痛みを覚えたのかもしれません。」と述べ、表現に違和感があったことを明らかにした。それ以降、天皇が叡慮を関係者に示すときに実際に使った言葉は「譲位」であることが明らかになっている。その後、譲位や「譲位・退位」という表現での報道がみられるようになった。
譲位は、後継者を明確にしてその当事者への教育・管理ができるという利点を含んだシステムであり、このシステムは「隠居」という形で日本社会全体に定着している。

## 天皇の譲位
日本において最初の譲位は645年に行われた皇極天皇（第35代）から孝徳天皇（第36代）への譲位とされており、神武天皇（初代）から徳仁（126代）まで過去125回の皇位継承のうち、59人57代が譲位によって行われている。
過去、譲位した天皇は太上天皇（読み：だじょうてんのう）、略称：上皇（読み：じょうこう）の尊号を受けており、太上天皇（上皇）の尊号を授けられた最初の事例は持統天皇（第41代）となる。また、上皇となった天皇が再即位（重祚）した例もある。
譲位は皇位継承の争いを封じ込めるだけではなく、仏教伝来以降、死を穢れとする考え方が強まり、天皇が在位中に崩御することはタブー視されるようになったためでもある。
江戸時代の後水尾天皇（第108代）は、紫衣事件など、天皇の権威を失墜させる江戸幕府の行いに耐えかね、幼少の女性皇族であった興子内親王（読み：おきこ、後水尾天皇第二皇女子、後の明正天皇/第109代）へ譲位を行った。この譲位は、「幕府に対する天皇の抗議」という意味で捉えられている。
ただし、譲位がたとえ君主の意思表示であったとしても、それだけでは不可能である。譲位の儀式（譲国の儀）および譲位後の上皇の住居である御所造営には莫大な費用がかかり、朝廷がそれを負担できなければ譲位は行えなかった。実際、室町時代下室町幕府の財政支援で儀式を行った後花園天皇（第102代）と安土桃山時代の豊臣秀吉政権の支援で儀式を行った正親町天皇（第106代）の間の戦国時代に在位した3代（第103 - 105代）の天皇（後土御門・後柏原・後奈良天皇）は全て在位したまま崩御した。
1889年（明治22年）に制定された大日本帝国憲法及び旧皇室典範第10条にて、「天皇の崩御によって皇位の継承が行われること」が規定され、「天皇の譲位を認めないこと」が明文化された 。当初、宮内省図書頭の井上毅が策定した旧皇室典範原案では譲位に関する規定が盛り込まれていたが、高輪会議と呼ばれる会議にて当時内閣総理大臣であった伊藤博文が異を唱え典範から削除された。
1947年（昭和22年）に施行された日本国憲法に基づく現行皇室典範においても第4条で「天皇が崩じたときは、皇嗣が、直ちに即位する。 」と定めており、天皇の譲位は認められていない。これらの制度や法律について、2016年（平成28年）8月8日に、当時の天皇明仁が「象徴としてのお務めについての天皇陛下のおことば」を表明した。
こうして、「天皇の退位等に関する皇室典範特例法（平成29年法律第63号）」が2017年（平成29年）に制定された。同特例法に基づき、2019年（平成31年）4月30日を以て明仁が退位したと同時に、翌（令和元年）5月1日に徳仁が第126代天皇として即位。退位した天皇は上皇となり、光格天皇以来約200年ぶりの譲位が実現した。ただし、同特例法は第125代天皇明仁一代限りの退位のみに適用される為、皇室典範本則の改正又は退位を可能にする新たな特例の法律を制定しない限り、次代天皇である徳仁以後は終身在位となる。

## 譲位の儀式（前近代）
譲位及び践祚の儀式に先立って、左右近衛府・左右兵衛府・左右衛門府の将佐が諸司を警固する「警固」と、三関を封鎖する「固関」が行われる。
当日、天皇が紫宸殿に出御し、皇太子は殿上の座に着席する。この際、御簾は垂らしたままである。内弁の大臣は定刻になると「刀禰召せ（とねめせ）」と命令し、親王以下の文武百官が位ごとに整列する。次に、内弁が譲位宣命を読み上げる宣命使（中納言か参議が務める）を召す。宣命使は列から離れて階を昇り、内弁から宣命を受け取ると、内弁とともに再度列に戻り、版位につくと譲位宣命を二度読み上げる（宣制二段）。大臣以下は、一段ごとに称唯再拝（いしょうさいはい）し、その後舞踏する。
こうして譲位宣命の読み上げが終わると、剣璽渡御の儀に移る。近衛次将両人が剣璽を捧持し、先帝の御所から新帝の御所に神器を移動させる。この際は、関白以下が扈従し、行幸のように行う。新帝の御所で次将が内侍に剣璽を渡すと、内侍は夜御殿に安置する。
数日後、解陣・開関をして警固・固関を解くと、譲位と践祚が完了する。
光格天皇の譲位の儀式は次のように行われた。譲位の前日に警固・固関を行い、当日の卯の刻（午前5時から午前7時）に装束に着替え、清涼殿を退出する。光格天皇は仙洞御所となる桜町殿に行幸し（辰の半刻〈午前8時〉到着）、皇太子（仁孝天皇）は東宮御在所より清涼殿に行啓する（皇太子は譲位の儀式には参列しない）。光格天皇は桜町殿弘御所御帳内に出御し、宣命使が巳の半刻（午前10時）に宣制二段を行う（群臣は称唯再拝（「おお」と声を出す）・舞踏（拝舞）する）。未の刻（午後1時頃）に光格天皇は弘御所昼御座に出御し、剣璽渡御を行う。この際、関白は御前に伺候し、公卿は南庭に整列する。内侍二人が剣璽を受け取って南庇に出ると、中将二人が受け取り、南庇から筵道を進んで内裏清涼殿に運ぶ（公卿らは供奉）。未の半刻（午後2時）に剣璽が清涼殿東階前に到着すると、供奉の公卿は弓場付近に西面して整列する。仁孝天皇が清涼殿昼御座に出御すると、中将二人が東階を昇って内侍に剣璽を渡す。関白も東階を昇り、広廂にて控え、公卿らは退出する。未の後刻（午後3時）、内侍二人が剣璽を夜御殿に奉安し、剣璽渡御は終了する。

## 譲位した天皇の一覧
| -  | 代  | 名           | 譲位時 年齢 |
| -- | --- | ------------ | ----------- |
| 01 | 035 | 皇極天皇     | 051歳       |
| 02 | 041 | 持統天皇     | 052歳       |
| 03 | 043 | 元明天皇     | 054歳       |
| 04 | 044 | 元正天皇     | 044歳       |
| 05 | 045 | 聖武天皇     | 048歳       |
| 06 | 046 | 孝謙天皇     | 040歳       |
| 07 | 047 | 淳仁天皇     | 031歳       |
| 08 | 049 | 光仁天皇     | 071歳       |
| 09 | 051 | 平城天皇     | 035歳       |
| 10 | 052 | 嵯峨天皇     | 038歳       |
| 11 | 053 | 淳和天皇     | 047歳       |
| -  | 054 | （仁明天皇） | 040歳       |
| 12 | 056 | 清和天皇     | 027歳       |
| 13 | 057 | 陽成天皇     | 015歳       |
| 14 | 059 | 宇多天皇     | 030歳       |
| 15 | 060 | 醍醐天皇     | 046歳       |
| 16 | 061 | 朱雀天皇     | 023歳       |
| 17 | 063 | 冷泉天皇     | 019歳       |
| 18 | 064 | 円融天皇     | 025歳       |
| 19 | 065 | 花山天皇     | 018歳       |
| 20 | 066 | 一条天皇     | 031歳       |
| 21 | 067 | 三条天皇     | 040歳       |
| 22 | 069 | 後朱雀天皇   | 035歳       |
| 23 | 071 | 後三条天皇   | 038歳       |
| 24 | 072 | 白河天皇     | 033歳       |
| 25 | 074 | 鳥羽天皇     | 020歳       |
| 26 | 075 | 崇徳天皇     | 022歳       |
| 27 | 077 | 後白河天皇   | 031歳       |
| 28 | 078 | 二条天皇     | 023歳       |
| 29 | 079 | 六条天皇     | 03歳        |
| 30 | 080 | 高倉天皇     | 018歳       |
| 31 | 082 | 後鳥羽天皇   | 018歳       |

| -  | 代  | 名         | 譲位時 年齢 |
| -- | --- | ---------- | ----------- |
| 32 | 083 | 土御門天皇 | 015歳       |
| 33 | 084 | 順徳天皇   | 024歳       |
| 34 | 085 | 仲恭天皇   | 03歳        |
| 35 | 086 | 後堀河天皇 | 021歳       |
| 36 | 088 | 後嵯峨天皇 | 026歳       |
| 37 | 089 | 後深草天皇 | 017歳       |
| 38 | 090 | 亀山天皇   | 025歳       |
| 39 | 091 | 後宇多天皇 | 020歳       |
| 40 | 092 | 伏見天皇   | 033歳       |
| 41 | 093 | 後伏見天皇 | 013歳       |
| 42 | 095 | 花園天皇   | 021歳       |
| 43 | 096 | 後醍醐天皇 | 044/49/51歳 |
| 44 | 098 | 長慶天皇   | 040歳       |
| 45 | 099 | 後亀山天皇 | 042歳       |
| -  | 北1 | 光厳天皇   | 021歳       |
| -  | 北2 | 光明天皇   | 027歳       |
| -  | 北3 | 崇光天皇   | 018歳       |
| -  | 北4 | 後光厳天皇 | 034歳       |
| -  | 北5 | 後円融天皇 | 024歳       |
| 46 | 100 | 後小松天皇 | 035歳       |
| 47 | 102 | 後花園天皇 | 045歳       |
| 48 | 106 | 正親町天皇 | 069歳       |
| 49 | 107 | 後陽成天皇 | 039歳       |
| 50 | 108 | 後水尾天皇 | 033歳       |
| 51 | 109 | 明正天皇   | 020歳       |
| 52 | 111 | 後西天皇   | 025歳       |
| 53 | 112 | 霊元天皇   | 033歳       |
| 54 | 113 | 東山天皇   | 034歳       |
| 55 | 114 | 中御門天皇 | 033歳       |
| 56 | 115 | 桜町天皇   | 027歳       |
| 57 | 117 | 後桜町天皇 | 030歳       |
| 58 | 119 | 光格天皇   | 046歳       |
| 59 | 125 | 上皇明仁   | 085歳       |

## 譲位の主な理由
- 病気：持統・光仁・平城・嵯峨・淳和・清和・醍醐・冷泉・円融・一条・後朱雀・後三条・後醍醐・桜町

- 高齢：元明・光仁・正親町・明仁
- 後継者の成長：元正・光格
- 仏教に帰依：聖武・宇多
- 政務の負担：孝謙・陽成
- 院政：後鳥羽・後嵯峨
- 災害：清和
- 天地地異：土御門
- 地震、火災：亀山
- 彗星出現：後堀河
- 飢饉：後堀河
- 皇太子の薨御：白河
- 時勢への嘆き：後花園
- 母の内意：朱雀
- 藤原兼家の意向：花山
- 藤原道長の要請：三条
- 鳥羽法皇の意向：崇徳
- 後白河上皇の叡慮：六条
- 平清盛の要請：高倉
- 後嵯峨上皇の命：後深草
- 北条氏の要請：後宇多・後伏見・花園
- 後鳥羽上皇の諭し：土御門
- 大化の改新：皇極
- 藤原仲麻呂の乱・孝謙上皇による：淳仁
- 討幕：順徳
- 承久の乱：仲恭
- 南北朝合一：後亀山
- 幕府との不和：後水尾

「帝室制度史 第3巻」より

## 天皇の譲位に関する議論

### 明仁の譲位の経緯
| （左）2019年（平成31年）4月30日を以て退位した明仁（右）2019年（令和元年）5月1日に践祚・即位した今上天皇（徳仁）  |  | （左）2019年（平成31年）4月30日を以て退位した明仁（右）2019年（令和元年）5月1日に践祚・即位した今上天皇（徳仁） |
| （左）2019年（平成31年）4月30日を以て退位した明仁 （右）2019年（令和元年）5月1日に践祚・即位した今上天皇（徳仁） |  | |

天皇の譲位（退位）は現皇室典範においては規定がなく、想定がされていなかった。これに対し、2016年（平成28年）5月半ばから風岡典之宮内庁長官や河相周夫侍従長らの会合で検討はされていたが、明仁は、2016年（平成28年）8月8日に「おことば」として叡慮を表明し、内閣では、2016年（平成28年）10月17日より「天皇の公務の負担軽減等に関する有識者会議」を開催している。
2017年（平成29年）6月9日の参議院本会議で、天皇の退位等に関する皇室典範特例法（以下「退位特例法」）が可決・成立。退位時期は法案成立から3年以内に政令で定めることになった。さらに同年12月1日に開かれた皇室会議において、天皇明仁の退位日が正式に決定し、退位特例法の施行日を定めた政令が公布された。そして退位特例法に基づき、2019年（平成31年）4月30日24時を以って明仁が退位したと同時に令和元年5月1日午前0時に皇太子徳仁親王が第126代天皇に即位し、憲政史上初めての譲位が実現された。なお譲位後の明仁は上皇となった。

#### 譲位賛成・容認側の意見
- 摂政は天皇の形式化を招きかねず、「象徴」としての役割を果たせない[29]。
- 天皇は皇居の奥に引き下がり、高齢化に伴う限界は摂政を置いて切り抜けようというのは、天皇が積み上げ、国民が支持する象徴像を否定することにつながりかねない[29]。
- 摂政制度はあくまで緊急時に起動するシステムである[29]。
- 摂政は「天皇の政務を奪った」という自責の念を感じてしまう[30]。
- 摂政を設置すると、国民から見て、「天皇とどちらが象徴か」という危惧が起きる[31]。
- 宇佐美毅宮内庁長官（当時）は、昭和39年（1964年）の国会答弁で「摂政の場合は、天皇の意思能力がむしろほとんどおありにならないような場合を想定している」と説明している[30]。
- 「象徴的行為」は、天皇に一身専属するもので、摂政には代行できない[32]。
- 公的行為の範囲が法的に定義されておらず、委任という考え方になじまない。

#### 譲位反対・慎重側の意見
- 次代の即位拒否と短時間での譲位を容認することになり、皇位の安定性を揺るがす[要出典]。
- 皇位継承（原則として終身制、高齢化に関わらず存命の限り在位し続けること）は法的義務。
- 歴史上、皇位継承をめぐる争い（保元の乱など）など弊害が見られた[要出典]。
- 論理的に譲位を認めるならば相対的に不就位の自由も認めなければ首尾一貫しない[33]。
- 譲位は国家の制度の問題であり、叡慮に左右されるものではない[要出典]。
- 公的行為も象徴の務めになれば、それができない天皇は地位にとどまれないという能力主義が持ち込まれる[要出典]。
- 叡慮により政府が新しい譲位の制度を作ることは、憲法4条が禁止する天皇の政治的行為を容認することになる[要出典]。
- 天皇親らが皇位を退きたい時に退くことができるという権限を与えることや、叡慮と関係なく譲位させる制度を作ることは憲法上問題がある[要出典]。

### 譲位制度に関する議論
譲位（退位）を容認する場合の制度に対する議論も行われた。譲位を容認する上で、退位した天皇の称号、居所、生活費などの法整備を行う必要が生じた。

#### 皇室典範改正側の意見
- 恒久的な制度にすべき[要出典]。
- 年齢制限を設ける改正[要出典]。
- 特例法は憲法違反に近く、不適当な先例となる[要出典]。
- 特別法（特例法）設置は皇室典範の権威を損なう[要出典]。
- 高齢を理由とした執務不能の自体は今後も十分に起こり得るためその都度特例を設けるのは妥当ではない[34]。
- 憲法第2条は、皇位継承について「皇室典範」で定めよと指定している[35]。
- 皇位継承が政治利用される危険を回避するために、そのルールは一般法の形で明確に規定しておくべきであり、特定の皇位継承にしか適用されない特別法の制定は好ましくない[35]。

#### 特例法（特別措置法）制定側の意見
- 退位を認める要件や恣意的な退位を防ぐ規定などを議論する必要があり、時間がかかる[要出典]。
- 現天皇の事を考え迅速な対応が必要[要出典]。
- 皇室典範改正を前提とした法律にする[要出典]。
- 皇室典範の一条項や附則として制定する[要出典]。